# آخوند غلامی
آخوند غلامی، روستایی در دهستان محمدآباد بخش مرکزی شهرستان هامون در استان سیستان و بلوچستان ایران است.
این روستا در ۲۸ کیلومتری جنوب غربی شهر محمدآباد قرار دارد.

## جمعیت
بر پایه سرشماری عمومی نفوس و مسکن در سال ۱۳۹۵، جمعیت این روستا برابر با ۱۸۸ نفر (۵۶ خانوار) بوده است.